# Ligne M6 du métro de Bucarest
Pour les articles homonymes, voir Ligne M6.
La ligne M6 du métro de Bucarest est une ligne de métro en construction à Bucarest, en Roumanie. Sa mise en service étant prévue en 2027, elle sera la sixième ligne du métro de Bucarest à entrer en opération. À terme, elle sera longue de 17,8 km et comptera 16 stations. Elle reliera alors Gara de Nord et l'aéroport de Bucarest-Henri-Coandă. Mais seule une section correspondant environ à la moitié du tracé devrait ouvrir dans un premier temps.